# Фредерикссунн (коммуна)
Фредерикссунн (дат. Frederikssund Kommune) — датская коммуна в составе области Ховедстаден. Площадь — 248,63 км², что составляет 0,58 % от площади Дании без Гренландии и Фарерских островов. Численность населения на 1 января 2008 года — 44102 чел. (мужчины — 21907, женщины — 22195; иностранные граждане — 1509).
В состав коммуны входят Слангеруп (Slangerup), Йегерсприс (Jægerspris), Скиббю (Skibby).

## География
Находится на востоке Дании. На территории коммуны находится крупное озеро Буресё. 

## История
Коммуна была образована в 2007 году из следующих коммун:
- Фредерикссунн (Frederikssund)
- Слангеруп (Slangerup)
- Скиббю (Skibby)
- Йегерсприс (Jægerspris)

## Изображения

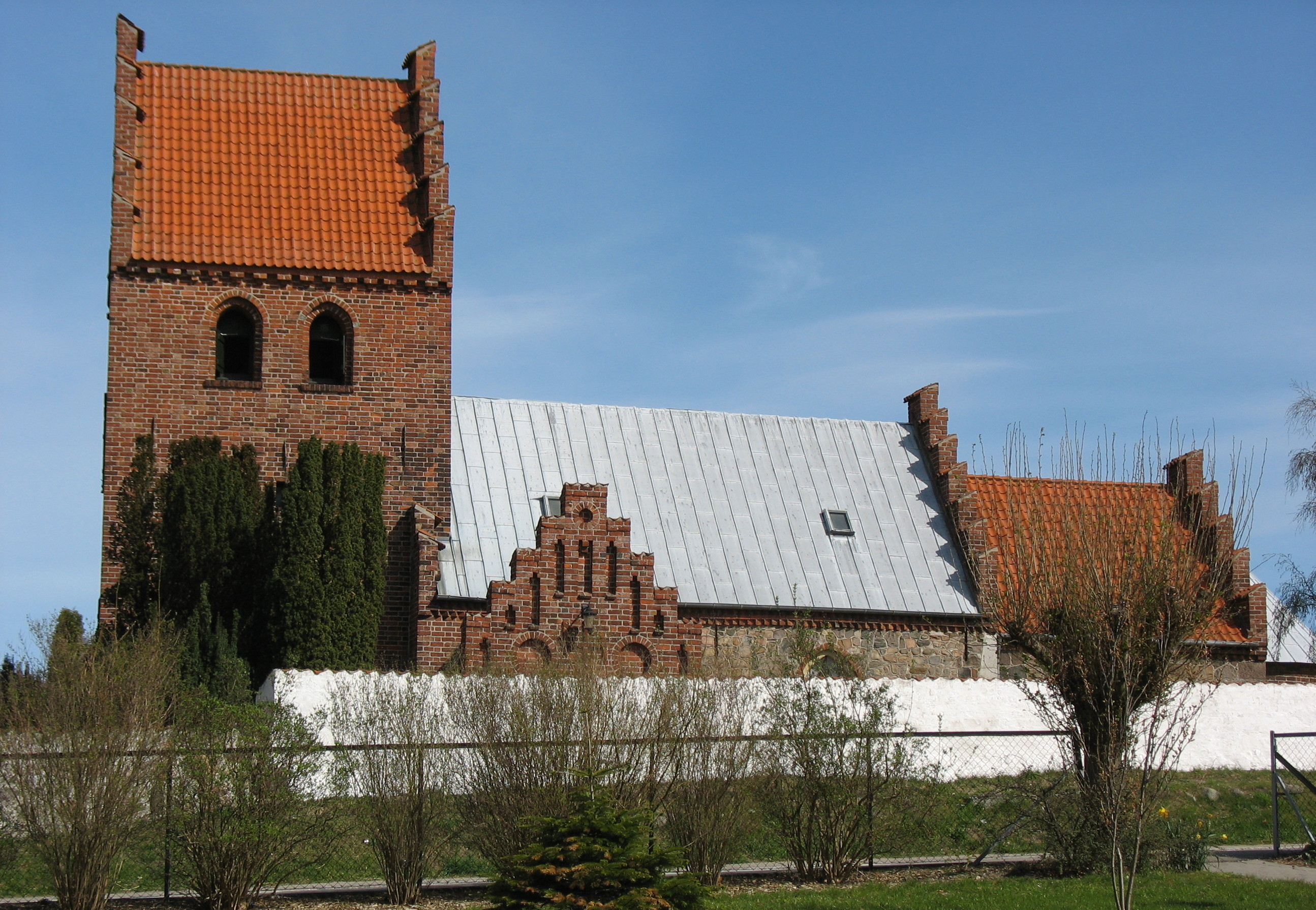
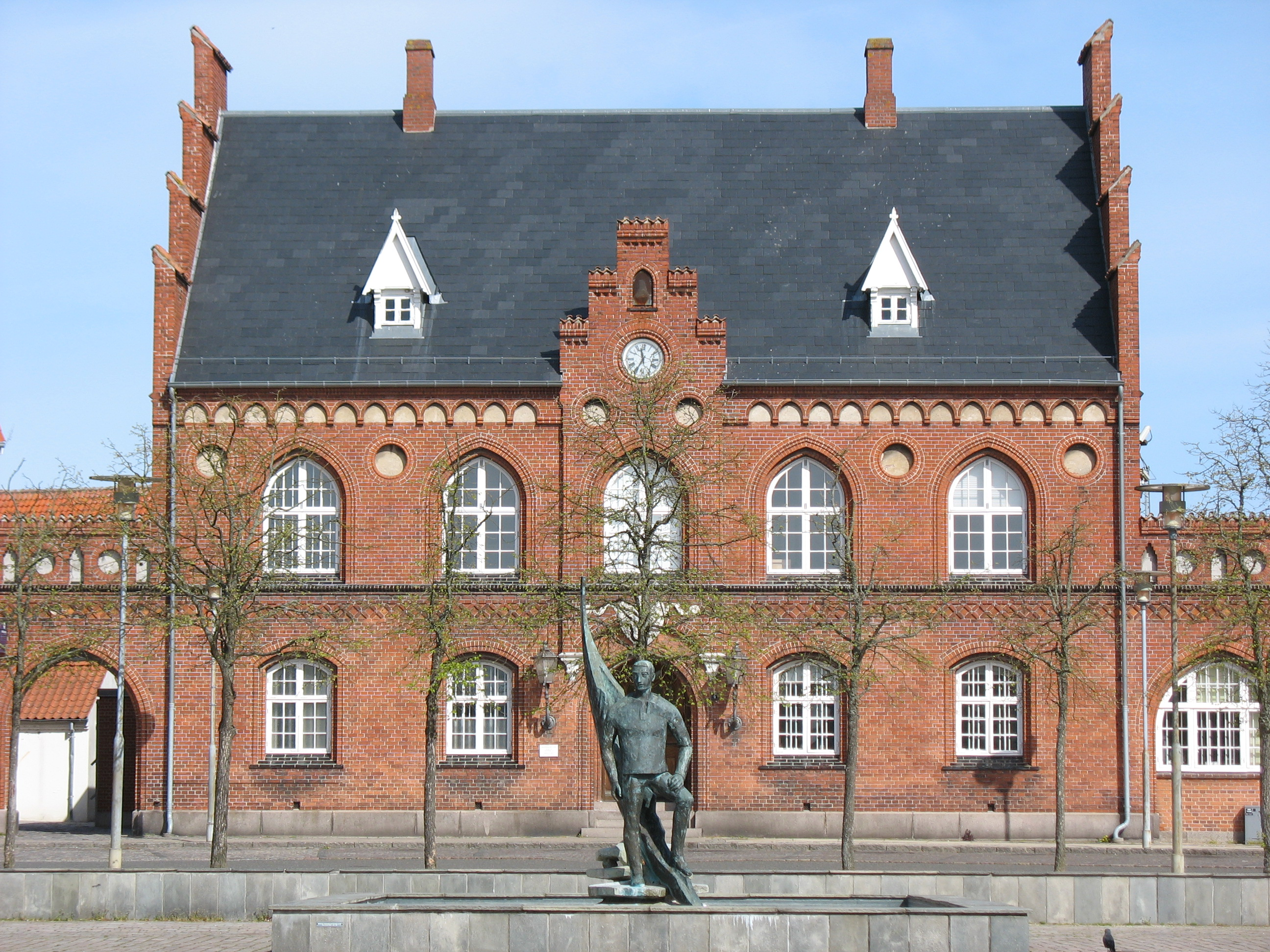
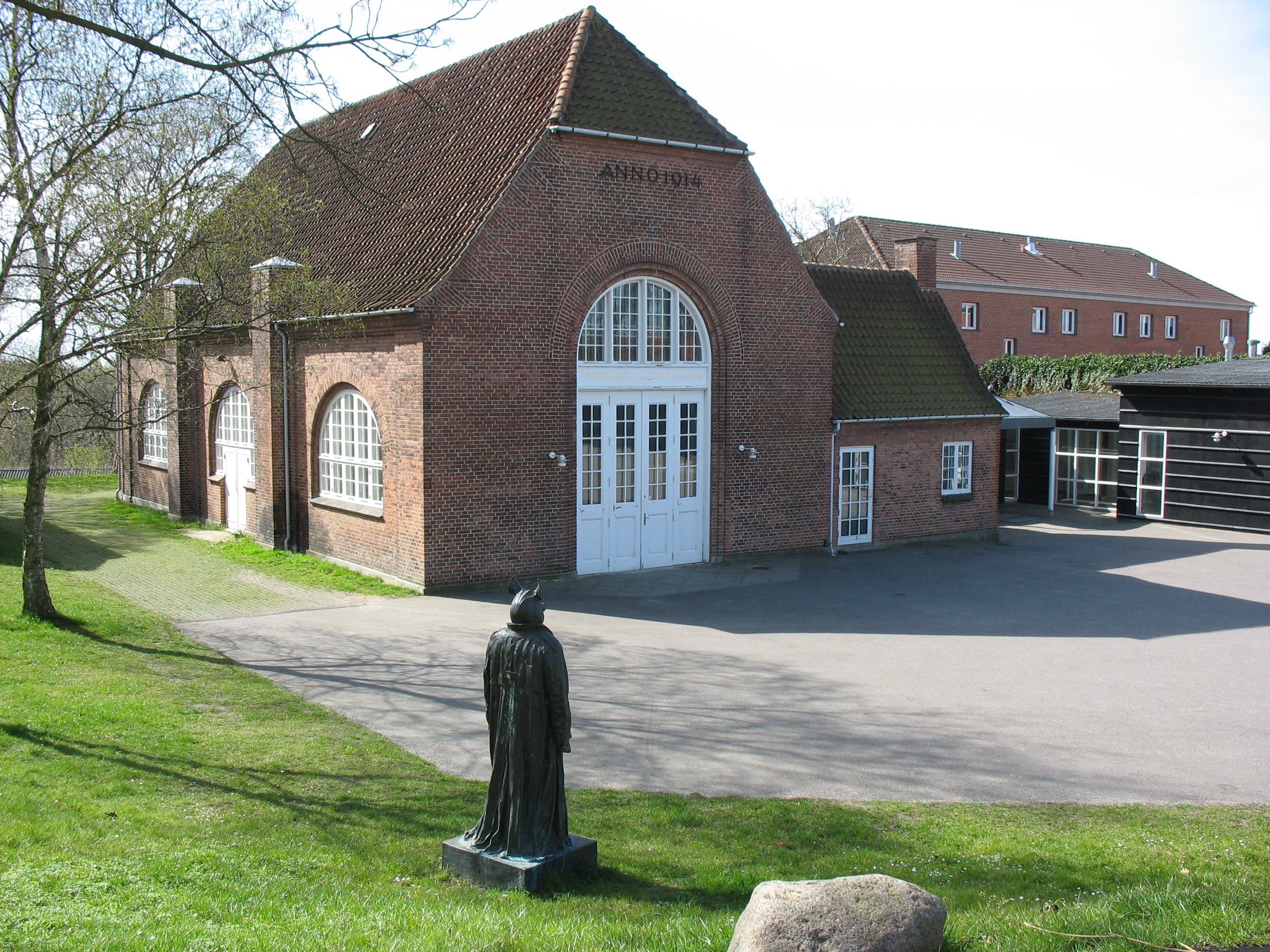

## Железнодорожные станции
- Фредерикссунн (Frederikssund)